# Titidius dubius
Titidius dubius là một loài nhện trong họ Thomisidae.
Loài này thuộc chi Titidius. Titidius dubius được Cândido Firmino de Mello-Leitão miêu tả năm 1929.